# Lola Moolhuijzen
Lola Moolhuijzen (Ede, 17 de agosto de 2004) é uma jogadora de polo aquático neerlandesa.

## Carreira
Moolhuijzen joga pelo Polar Bears em Ede. Ela se tornou campeã nacional com os Ursos Polares em 2021 e 2022. Ela é filha do ex-jogador de pólo aquático Bas de Jong e neta de Ad Moolhuijzen, que jogou pólo aquático pela Holanda no OS '68.
Moolhuijzen fez sua estreia pela seleção holandesa em março de 2022, nas eliminatórias da Liga Mundial contra a Grécia. Sua estreia em um grande torneio internacional aconteceu em junho de 2022, quando ela foi selecionada para o Campeonato Mundial em Budapeste.
Nos Jogos Olímpicos de Verão de 2024, em Paris, conquistou a medalha de bronze no torneio feminino do polo aquático, após vencer confronto contra a equipe dos Estados Unidos por 11–10 na disputa pelo terceiro lugar.